# Lady Windermere's Fan

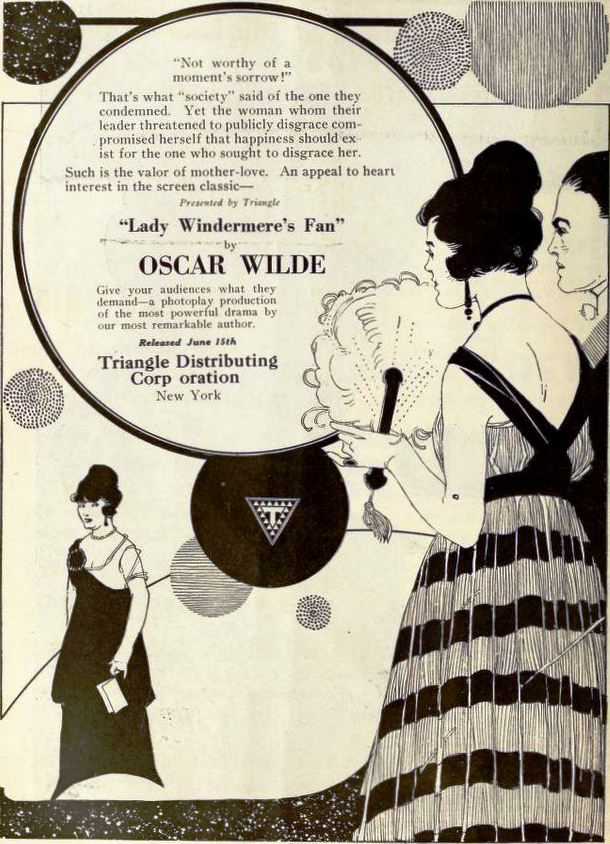
Advertentie voor de Britse verfilming uit 1916.

Lady Windermere's Fan is een toneelstuk van de Ierse dichter, proza- en toneelschrijver Oscar Wilde. Het stuk is een van zijn succesvolle sociale komedies en zijn eerste commerciële en publiekssucces na twee eerdere weinig succesvolle tragedies, 'Vera; or, The Nihilists' en 'The Duchess of Padua', en de latere verboden verklaarde eenakter Salomé.
Na de voltooiing van het stuk bood Wilde het aan aan de theatermanager en acteur George Alexander, die er wel brood in zag en hem een voorschot van £ 1.000 bood. Gezien het getoonde vertrouwen gaf de schrijver echter de voorkeur aan een percentage van de opbrengst, wat hem in het eerste jaar al £ 7.000 opleverde, een klein fortuin in die dagen. De werktitel die in de voorpubliciteit werd gebruikt was 'A Good Woman'; Wildes moeder suggereerde vervolgens als titel 'A Noble Woman' omdat, zoals zij stelde: "No one cares for a good woman". In de gedrukte versie die in 1893 verscheen kreeg het stuk als ondertitel de toevoeging "A Play about a Good Woman" mee. Deze toevoeging slaat niet zozeer op Lady Windermere zelf als wel op de in de aanvang van het stuk mysterieuze en controversiële Mrs. Erlynne.
Evenals Wildes andere sociale komedies, An Ideal Husband, A Woman of No Importance en The Importance of Being Earnest, speelt het stuk zich af in de Londense societykringen en bevat het de nodige maatschappelijke kritiek over de mores van de victoriaanse tijd. De humor van het stuk is niet zozeer te vinden in de plot als wel in de gevatte dialogen en de van Wilde bekende epigrammen, aforismen en paradoxen. (Dumby in de derde akte: "In this world there are only two tragedies. One is not getting what one wants, and the other is getting it.")

## Geschiedenis

### Aanpassing van de plot
Rond de figuur van Mrs.Erlynne was er aanvankelijk enig verschil van inzicht tussen Wilde en zijn producent Alexander wat betreft de ontwikkeling van de intrige. De schrijver had de onthulling van de identiteit van Mrs. Erlynne bewaard voor de vierde en laatste akte van het stuk, maar Alexander vond het aan te raden om het publiek wat vroeger in te lichten hieromtrent, hetgeen ook een beter inzicht zou geven in de beweegredenen van Lord Windermere. Na enkele voorstellingen ging Wilde overstag en herschreef de tekst zodanig dat al aan het eind van de tweede akte voor de toeschouwers duidelijk werd wie deze vrouw in werkelijkheid was.

### Premières en opvoeringen
'Lady Windermere's Fan' ging in première in het Londense St. James Theatre op 20 februari 1892, waarbij George Alexander zelf de rol speelde van Lord Windermere. Ondanks de negatieve ontvangst in de pers waren de opvoeringen een groot succes en duurden voort tot eind juli van dat jaar. Hierna volgde een tournee door het land tot het stuk eind oktober terugkeerde in het St. James Theatre, waar het 156 voorstellingen beleefde.
Het stuk ging op 5 februari 1893 in première op het New Yorkse Broadway in het Palmer's Theatre, waar het eveneens geen onverdeeld goede kritieken ontving, maar niettemin een succes werd en enkele maanden liep. Sindsdien is het stuk met grote regelmaat her en der opgevoerd, met een spectaculaire run van 602 opvoeringen in het Londense Haymarket Theatre, die begon op 21 augustus 1945.

## Samenvatting
Het verhaal speelt zich af in een tijdspanne van nog geen 24 uur, beginnend op een dinsdagmiddag rond 5 uur en eindigend rond half twee in de middag van de volgende dag. De eerste, tweede en vierde akte spelen zich af in het huis van Lord en Lady Windermere, de derde akte ten huize van Lord Darlington.

### Eerste akte
De jonge Lady Windermere, sinds twee jaar getrouwd en moeder van een zes maanden oud kind, is bezig met de voorbereidingen van het feest dat die avond zal plaatsvinden ter gelegenheid van haar verjaardag. Zij krijgt bezoek van Lord Darlington, met wie zij in gesprek raakt en aan wie zij de fraai bewerkte waaier (de 'fan' uit de titel) toont die zij als verjaardagsgeschenk van haar echtgenoot heeft gekregen. Lord Darlington is zeer complimenteus in haar richting, hetgeen zij betreurt, omdat ze, zoals zij zelf aangeeft, nogal puriteins is in haar opvattingen. Hij blijft echter met haar flirten en biedt haar zijn vriendschap en troost aan als zij het nodig mocht hebben. Darlington legt haar de 'hypothetische' kwestie voor van een sinds twee jaar getrouwd stel van wie de man kennelijk ontrouw is en vraagt haar of zij niet vindt dat de vrouw dan het recht heeft om zichzelf te 'troosten'. Niet vermoedend waarop Darlington doelt, wijst zij ook dit idee af.

Dan wordt nieuw bezoek aangekondigd: de hertogin van Berwick komt langs met haar dochter, waarna Lord Darlington vertrekt. De hertogin vertrouwt Lady Windermere toe dat Lord Windermere haar vermoedelijk bedriegt, aangezien hij zeer frequent contact heeft met een andere vrouw, een zekere Mrs. Erlynne, aan wie hij kennelijk grote geldbedragen toespeelt. Het gerucht doet de ronde door heel de Londense society, maar was nog niet tot Lady Windermere zelf doorgedrongen. Nadat het bezoek is vertrokken besluit zij de bankafschriften van haar man te bekijken en ontdekt daarbij een apart en afgesloten bankboekje. Zij weet dit te openen en constateert dat er inderdaad grote bedragen aan deze vrouw zijn overgemaakt. Op dat moment komt Lord Windermere binnen en zij confronteert hem met haar ontdekking. Hij kan zijn betrokkenheid met Mrs. Erlynne niet ontkennen, maar bezweert dat hij haar niet ontrouw is geweest. Hij geeft aan dat het gaat om een vrouw die vroeger deel uitmaakte van de gegoede stand maar zich door een jeugdige fout te schande maakte en die hij wil helpen terug te keren in de betere kringen. Hij vraagt zijn echtgenote om de vrouw uit te nodigen voor het feest, wat zij weigert. Hierop schrijft hij zelf de uitnodiging, waarop Lady Windermere woedend de kamer verlaat.

### Tweede akte
Het feest is begonnen en de gasten stromen binnen. Een vriend van Lord Windermere, Lord Augustus Lorton, bijgenaamd Tuppy, spreekt hem aan om te informeren naar Mrs. Erlynne, op wie hij kennelijk een oogje heeft. Hij heeft echter zijn twijfels over haar sociale status, maar als hij verneemt dat de vrouw die avond op het feest zal verschijnen is hij op dat punt gerustgesteld. Windermere doet zijn best om zijn vrouw aan te spreken om haar te vertellen hoe de vork in de steel zit. Op dat moment doet Mrs. Erlynne echter haar intrede, die door Lady Windermere uiterst koel wordt bejegend. Zij is woedend en bespreekt de zaak met Lord Darlington, die van de gelegenheid gebruikmaakt om haar zijn liefde te betuigen en haar over te halen haar man te verlaten en met hem een nieuw leven te beginnen. De geschokte en verwarde Lady Windermere heeft hiertoe niet de moed, waarop de teleurgestelde Darlington meldt dat hij op korte termijn het land zal verlaten en dat zij elkaar nooit meer zullen ontmoeten.

Het feest loopt ten einde en bij het afscheid maken sommige gasten positieve opmerkingen over Mrs. Erlynne. Deze bespreekt inmiddels haar plannen met Lord Windermere. Zij is van plan met Lord Augustus te trouwen en zet Windermere onder druk om haar van een hoog genoeg jaargeld te voorzien om haar kansen te vergroten. Duidelijk wordt inmiddels dat de relatie tussen hem en Mrs. Erlynne vooral een kwestie is van chantage van haar kant.

Lady Windermere besluit uiteindelijk in haar wanhoop toch in te gaan op de avances van Lord Darlington. Zij laat een briefje achter voor haar man en verlaat het huis. Dit wordt ontdekt door Mrs. Erlynne, die het briefje opent en schrikt van de inhoud. Tijdens een monoloog wordt duidelijk dat Mrs. Erlynne in werkelijkheid de moeder is van Lady Windermere, die door haar werd dood gewaand. Zij beseft dat haar dochter op het punt staat om dezelfde fout te begaan die haar zelf 20 jaar eerder haar reputatie had gekost. Ze besluit het briefje in beslag te nemen en gaat op zoek naar haar dochter.

### Derde akte
Lady Windermere bevindt zich in het huis van Lord Darlington, onzeker over de juistheid van haar besluit. Bij nader inzien acht zij het raadzaam terug naar huis te gaan. Op dat moment arriveert Mrs. Erlynne ter plaatse die haar bezweert terug te gaan naar haar man en kind. Dit brengt Lady Windermere juist weer aan het twijfelen, omdat zij denkt dat en sprake is van een opzetje tussen haar man en deze vrouw. Als zij uiteindelijk tot de slotsom komt dat ze bij haar kind en man hoort te zijn, komt Lord Darlington thuis in het gezelschap van een aantal vrienden, onder wie Lord Augustus en Lord Windermere, waarop de twee vrouwen zich verbergen achter een gordijn. Terwijl de mannen converseren merkt een van hen op dat op een tafel een waaier ligt, wat het vermoeden doet rijzen dat Darlington vrouwelijk bezoek heeft. Lord Windermere ontdekt dat het gaat om de waaier die hij als geschenk aan zijn vrouw had gegeven en Darlington concludeert dat Lady Windermere kennelijk toch voor zijn aanbod is gezwicht. Als de ontdekking van de schuilplaats van de vrouwen dreigt, stapt Mrs. Erlynne tevoorschijn met een 'logische verklaring' en biedt op die manier haar dochter een kans ongezien te ontsnappen.

### Vierde akte
De volgende ochtend vraagt Lady Windermere zich af of ze haar man de ware toedracht van de afgelopen nacht moet vertellen of dat Mrs. Erlynne het geheim al heeft verraden. Als haar man binnenkomt besluiten ze gezamenlijk om de recente gebeurtenissen te vergeten en te vertrekken naar hun buitenhuis. Zij verontschuldigt zich voor haar onterechte wantrouwen jegens haar man en haar gedrag tijdens het feest. Lord Windermere heeft inmiddels schoon genoeg van Mrs. Erlynne. Hij wil niets meer met haar te maken hebben en waarschuwt ook zijn vrouw voor verdere contacten.
Op dat moment arriveert de gewraakte dame om de waaier terug te bezorgen. Tegen de zin van haar man ontvangt zij haar. Mrs. Erlynne kondigt aan dat zij met Tuppy gaat trouwen en dat zij in het buitenland zullen gaan wonen. Het enige wat zij nog verlangt is een foto van Lady Windermere en haar kind. Terwijl Lady Windermere op zoek gaat naar de foto wordt de ware toedracht uiteindelijk duidelijk: Mrs. Erlynne heeft in het verleden haar man en kind verlaten voor een andere geliefde, die haar echter in de steek liet en haar eenzaam en in schande achterliet. Onder een nieuwe naam begon zij ten slotte aan een poging terug te keren tot haar vroegere status. Hiertoe chanteerde zij Lord Windermere onder dreiging de waarheid omtrent haar verleden te onthullen. Hij betreurt inmiddels het feit dat hij zijn vrouw niet meteen in vertrouwen heeft genomen, maar Mrs. Erlynne verbiedt hem haar geheim te onthullen, op straffe van een verder schandaal, waarvoor zij niet zal terugschrikken. Lady Windermere keert na haar zoektocht terug met de gewenste foto en tijdens een persoonlijk gesprek, buiten afwezigheid van Lord Windermere, laat Mrs. Erlynne aan Lady Windermere weten dat zij niets moet onthullen over de gebeurtenissen van de afgelopen nacht, wat zij belooft. Op verzoek van Mrs. Erlynne doet zij ook haar waaier cadeau. Als het gezelschap weer compleet is, arriveert Lord Augustus, die uiteindelijk aangeeft dat Mrs. Erlynne wat hem betreft 'alles naar tevredenheid heeft uitgelegd'. Het paar gaat trouwen en vestigt zich in het buitenland. De echtelieden bewaren ieder hun geheim.

### Verfilmingen en bewerkingen
Het stuk is diverse malen voor film bewerkt, onder soms afwijkende titels.
- Een eerste Britse stomme film werd geproduceerd in 1916 onder regie van Fred Paul.
- In 1925 ontstond een Amerikaanse stomme film onder deze titel onder regie van Ernst Lubitsch.
- In 1949 regisseerde Otto Preminger een bewerking onder de titel The Fan met onder anderen Jeanne Crain, Madeleine Carroll en George Sanders.
- In juni 1954 werd een musicalversie op het toneel gezet onder de titel 'After the Ball' door de gerenommeerde acteur Noël Coward.
- In 1985 produceerde de BBC een televisieversie van het verhaal.
- In 2005 werd een bewerking gemaakt getiteld 'A Good Woman', waarbij de setting wordt verplaatst naar de jaren 1930, met rollen van onder anderen Helen Hunt, Scarlett Johansson en Tom Wilkinson.